# Günther Rittau
Günther Franziskus Xaverius Rittau (* 7. August 1893 in Königshütte in Oberschlesien; † 6. August 1971 in München) war ein deutscher Kameramann und Regisseur.

## Leben
Günther Rittau wurde 1893 als Sohn des katholischen Lehrers Benjamin Jacob Rittau und dessen Ehefrau Marie Edeltrud Aloisia Josepha geb. Artl geboren. Nach Schulbesuch und naturwissenschaftlichem Studium in Berlin arbeitete er ab 1919 in der Dokumentarfilmabteilung der Decla, später bei der Ufa, und erlernte nebenbei die Arbeit des Kameramanns. Ab 1924 war er als Spielfilmkameramann tätig. Seine spezifischen Erfahrungen bei der Dokumentarfilmproduktion und der Herstellung von tricktechnischen Filmaufnahmen ließen ihn einen eigenen Stil des filmischen Sehens entwickeln. Gemeinsam mit Carl Hoffmann und Walter Ruttmann fotografierte er 1924 Fritz Langs Zweiteiler Die Nibelungen und war dabei hauptsächlich für Trickaufnahmen verantwortlich. Lang engagierte ihn auch für seinen folgenden Film Metropolis, wo er mit Karl Freund und Eugen Schüfftan, aber auch mit den Szenenbildnern Otto Hunte, Erich Kettelhut und Karl Vollbrecht die technische Seite dieses heutigen Filmklassikers betreute.
Für Joe May stand er bei Heimkehr (1928) und Asphalt (1929) hinter der Kamera. Seine ersten Tonfilme drehte er mit seinem Kollegen Hans Schneeberger für Erich Pommers Ufa, Melodie des Herzens (1929) und Der blaue Engel (1930). Inzwischen galt Rittau als einer der wichtigsten deutschen Kameramänner mit tricktechnischen Erfahrungen und er wurde für die Produktion der Science-Fiction-Filme F.P.1 antwortet nicht (1932) und Gold (1934) herangezogen.
1939 führte Rittau erstmals selbst Regie und arbeitete fortan bis 1948 ausschließlich als Regisseur. Dabei entstand 1941 unter seiner Regie der propagandistische Film U-Boote westwärts!, der als seine beste Regiearbeit gilt. Erst 1954 kehrte er hinter die Kamera zurück.
In den 1960er Jahren war er ausschließlich als Werbefilmer und für Fernsehdokumentationen tätig.
1967 wurde er mit dem Filmband in Gold geehrt.
Geheiratet hat Günther Rittau mindestens fünf Mal, und zwar am 6. August 1919, 27. Januar 1923, 7. Januar 1929, 1. Juni 1940 und 26. Februar 1944, jeweils in Berlin.
Seine Grabstätte befindet sich auf dem Münchner Waldfriedhof, Neuer Teil.

## Filmografie
Kamera
| - 1921: Der Eisenbahnkönig (2 Teile) - 1922/24: Die Nibelungen (2 Teile) - 1923: Der steinerne Reiter - 1924: Der Turm des Schweigens - 1925: Die gefundene Braut - 1926: Metropolis - 1927: Der Kampf des Donald Westhof - 1927: Fürst oder Clown - 1928: Heimkehr - 1928: Was ist los mit Nanette? - 1929: Asphalt - 1929: Melodie des Herzens - 1930: Der blaue Engel - 1930: Einbrecher - 1930: Liebling der Götter - 1930: Der Kampf mit dem Drachen (Kurzfilm) - 1931: Bomben auf Monte Carlo - 1931: Ihre Hoheit befiehlt - 1931: Stürme der Leidenschaft - 1932: Ein blonder Traum - 1932: Quick - 1932: Der Sieger - 1932: F.P.1 antwortet nicht - 1933: Die verlorene Melodie | - 1933: Abel mit der Mundharmonika - 1933: Kind, ich freu’ mich auf Dein Kommen - 1934: Fürst Woronzeff - 1934: Gold - 1935: Liebeslied - 1935: Der grüne Domino - 1935: Der Zigeunerbaron - 1936: Waldwinter - 1936: Ritt in die Freiheit - 1937: Der Herzensbrecher (Gueule d’amour) - 1937/53: Starke Herzen - 1938: Verklungene Melodie - 1938: Nordlicht - 1938: S.O.S. Sahara - 1939: Der Vorhang fällt - 1954: Das Kreuz am Jägersteig - 1955: Der Fischer vom Heiligensee - 1955: Kinder, Mütter und ein General - 1955: Das Forsthaus in Tirol - 1956: Die fröhliche Wallfahrt - 1955: Das Erbe vom Pruggerhof - 1956: Wenn wir alle Engel wären - 1957: Schütze Lieschen Müller - 1957: Die fidelen Detektive |

Regie
- 1939: Brand im Ozean
- 1941: U-Boote westwärts!
- 1942: Der Strom
- 1943: Der ewige Klang (auch Drehbuch)
- 1944: Meine vier Jungens
- 1944/48: Eine alltägliche Geschichte
- 1945: Der Scheiterhaufen
- 1945: Die Jahre vergehen
- 1948: Vor uns liegt das Leben (auch Drehbuch)